# 葉遇春
葉遇春（1498年—？），字體仁，號素峰，直隸蘇州府太倉州民籍常熟縣人，明朝政治人物。

## 生平
嘉靖四年（1525年）應天府鄉試第三十五名舉人。嘉靖十七年（1538年）中式戊戌科進士。任福建泉州府推官，三年任滿，升武岡州知州。官至應天府治中。

## 家族
曾祖葉瓛，贈知事；祖父葉顒；父葉沖，母陸氏。永感下。